# Taraxacum vitellinum
Taraxacum vitellinum — вид квіткових рослин з родини айстрових (Asteraceae). Ареал: Швеція, Фінляндія, Нідерланди, Польща, Північноєвропейська Росія; це багаторічна рослина помірних біомів.